# محطة كالينينغراد للطاقة النووية
محطة كالينينغراد للطاقة النووية (يشار إليها أيضًا باسم محطة الطاقة النووية في البلطيق (NPP) أو بالتييسكايا NPP، (بالروسية: Калининградская атомная электростанция; Калининградская АЭС)) هي محطة طاقة نووية قيد الإنشاء تقع على بعد 13 كيلومتر (8.1 ميل) جنوب شرق نيمان، في كالينينغراد أوبلاست، روسيا. يُنظر إليه على أنه مشروع مضاد لخطة بناء محطة فيساجيناس للطاقة النووية في ليتوانيا ولا يعتبر فقط كمشروع طاقة، ولكن أيضًا كمشروع جيوسياسي. في يونيو 2013، تم إيقاف البناء مؤقتًا لإعادة تصميم المشروع.

## الدافع
من المتوقع أن تؤمن محطة الطاقة النووية إمدادات الطاقة لمنطقة كالينينجراد أوبلاست وأن تحل محل توليد الطاقة القائم على الغاز الطبيعي. يذكر أن كالينينجراد أوبلاست بحاجة إلى المشروع «لأنها تستورد الطاقة في الوقت الحالي من دول الناتو». تم التخطيط لتصدير الكهرباء الزائدة إلى سوق الاتحاد الأوروبي. وفقاً لسيرجي بوياركين، نائب المدير العام لروزنرجواتوم، فإن المفاعل الأول يكون كافي لتلبية احتياجات كالينينغراد أوبلاست، بينما يتم تصدير الكهرباء التي ينتجها المفاعل الثاني عند عدم الحاجة لسد فجوات التوليد في المفاعل الأول الناتجة عن التزود بالوقود والتوقف عن العمل. تم تحديد ليتوانيا وبولندا وألمانيا كأسواق تصدير محتملة.
قال سيرجي بوياركين إن إغلاق محطة إجنالينا للطاقة النووية جنبًا إلى جنب مع الخطط البولندية لإلغاء التوليد الذي يعمل بالفحم يعني أن منطقة البلطيق تواجه أزمة طاقة بحلول عام 2015. وقال أيضًا إنه سيتم عزل كالينينغراد أوبلاست عن إمدادات الكهرباء من روسيا إذا قامت دول البلطيق بفصل نفسها عن شبكة الكهرباء الروسية والانضمام إلى الشبكة المتزامنة لأوروبا القارية (شبكة ENTSO-E). كما أشار إلى التعقيدات التقنية وعدم الموثوقية في نقل الكهرباء من محطة سمولينسك للطاقة النووية، المورد الرئيسي لكالينينغراد أوبلاست، عبر بيلاروسيا وليتوانيا.
من ناحية أخرى، يُنظر إلى المشروع على أنه مشروع مضاد لمشروع محطة فيساجيناس للطاقة النووية في ليتوانيا. دعت روسيا ليتوانيا للمشاركة في المشروع، بدلاً من بناء محطة طاقة نووية في ليتوانيا.

## التاريخ
تم توقيع اتفاقية بناء إطار العمل بين رئيس روس آتوم وحاكم كالينينغراد أوبلاست في 16 أبريل 2008. وقع رئيس الوزراء الروسي فلاديمير بوتين على أمر بناء محطة 2300 ميغاواط في سبتمبر 2009. بدأت أعمال تحضير الأرض في 25 فبراير 2010. كان من المقرر وضع الخرسانة الأولى في أبريل 2011، ولكن تم تأجيلها حتى فبراير 2012.

## ميزات تقنية
كان التصميم الأصلي قد توقع اثنين من مفاعلي الماء المضغوط VVER-1200/491 في تكوين تصميم قياسي AES-2006. تبلغ سعة المفاعلات 1150 ميغاوات وسوف يتم توفيرها من قبل Atomstroyexport.
كان من المقرر تشغيل المفاعل الأول بحلول عام 2017 والمفاعل الثاني بحلول عام 2018. كان من المتوقع أن تكون التكلفة حوالي 6.8 مليار يورو (8.8 مليار دولار أمريكي)  يمكن إضافة مفاعلين آخرين في المستقبل اعتمادًا على التنمية الاقتصادية في كالينينجراد ومنطقة البلطيق بشكل عام.
قد تتكون الخطة المعاد تصميمها من مفاعلين بسعة 640 ميغاواط (VVER-640) و 40 ميغاواط (KLT-40S).

## تطوير المشروع
تم تطوير المشروع من قبل شركة Inter RAO UES التابعة لشركة روس آتوم. وبحسب روس اتوم، فإن 49٪ من أسهم المشروع ستُعرض على الشركات الأوروبية. ستكون هذه أول محطة طاقة نووية روسية بمشاركة أجنبية. المستثمرون المحتملون المذكورون في هذا السياق هم ČEZ وإنيل وإيبردرولا. ومع ذلك، اعتبارًا من يونيو 2013، لم ينضم أي شريك أجنبي إلى المشروع.

## روابط خارجية
- مدونة البناء (بالروسية)